# 姜銀慶
姜銀慶或譯姜銀璟（韓語：강은경，1971年7月25日—），大韓民國電視知名編劇。
曾為 金鐘學製作公司 及 Samhwa Networks 旗下多部作品的編劇。2015年創立「字Line」，以擔任劇集企劃及創作人的形式培養新人編劇，並與製作公司Story & Pictures Media保持合作關係。

## 作品

### 電視劇本
- 1998年：SBS《白夜3.98》
- 1999年：KBS《銀非嶺》
- 1999年：SBS《Ghost》
- 2001年：MBC《情定大飯店》
- 2002年：SBS《玻璃鞋》
- 2003年：MBC《烈愛無間道》
- 2004年：KBS《OH!必勝奉順英》
- 2006年：KBS《你好，上帝》
- 2007年：KBS《達子的春天》
- 2008年：SBS《飛天舞》
- 2008年：KBS《愛在青瓦台》
- 2010年：KBS《麵包王金卓求》
- 2011年：KBS《榮光的在仁》
- 2013年：MBC《九家之書》
- 2014年：KBS《家人之間為何這樣》
- 2016年：SBS《浪漫醫生金師傅》
- 2018年：SBS《狐狸新娘星》
- 2020年：SBS《浪漫醫生金師傅2》
- 2023年：SBS《浪漫醫生金師傅3》
- 2023年：Netflix《京城怪物》
- 2024年：Netflix《京城怪物2》

### 開創（編審及企劃）
- 2016年：JTBC《玉氏南政基》
- 2017年：tvN《卞赫的愛情》
- 2018年：JTBC《Misty》
- 2020年：JTBC《夫妻的世界》
- 2021年：SBS《現在分手中》
- 2022年：JTBC《氣象廳的人們：社內戀愛殘酷史篇》

## 獲獎
- 2010年：第3屆韓國電視劇節 - 連續劇部門 作家賞（麵包王金卓求）
- 2010年：第23屆韓國放送作家賞 - 戲劇部門（麵包王金卓求）
- 2010年：第18屆大韓民國文化演藝大賞 - 戲劇作家賞（麵包王金卓求）
- 2010年：KBS演技大賞 - 作家賞（麵包王金卓求）
- 2011年：第2屆首爾文化藝術大賞 - 戲劇作家 大賞
- 2014年：KBS演技大賞 - 作家賞（家人之間為何這樣）
- 2017年：韓國放送通信委員會放送大賞 - 作家賞（浪漫醫生金師傅）

## 外部連結
- 韓網NAVER搜索 （页面存档备份，存于）